# 興亜観音・殉国七士之碑爆破事件
興亜観音・殉国七士之碑爆破事件（こうあかんのん・じゅんこくしちしのひばくはじけん）とは、1971年12月12日に発生した爆弾テロ事件。のちに東アジア反日武装戦線となるグループが起こした最初の事件である。
「東アジア反日武装戦線」という名称が決まったのは1972年末であるが、本項では便宜上、それ以前の当該グループも「東アジア反日武装戦線」と呼称する。

## 事件の概要

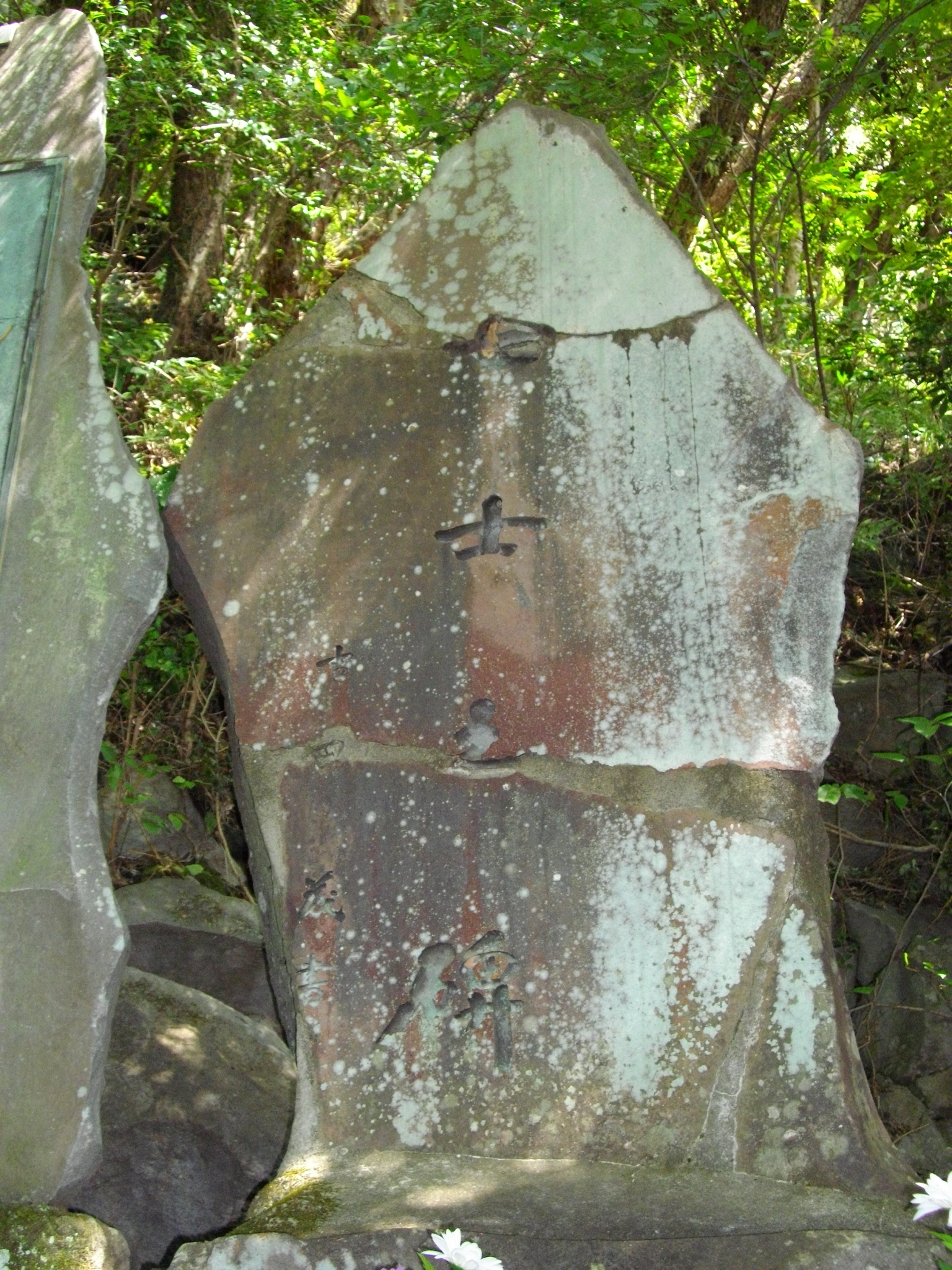
現在の殉国七士之碑
石碑にひびが入っていたり、コンクリートの詰め物で補強されているのは、この事件で爆破されたためである。

東アジア反日武装戦線は、本格的爆弾テロの前段階として、自らの爆弾製造技術の腕試しも兼ねて、「日本帝国主義」の象徴となるものを爆破することになった。今回の事件の標的となった「興亜観音」は、「南京大虐殺の張本人」とされた松井石根陸軍大将が建立した観音像で、「殉国七士之碑」は松井とその他のA級戦犯刑死者を祀る祈念碑であった。こういう関係から標的となった。
1971年10月頃から準備に取り掛かったが、10月24日に共産主義者同盟蜂起派による都内連続交番爆破事件が発生した。自分たち以外にも爆弾闘争を行っているグループが存在することに勇気付けられる反面、警察が厳戒態勢をとったことで、迂闊な行動が取りにくくなった。
12月12日、大道寺将司・益永利明・Fの3人は、鉄パイプ爆弾と消火器爆弾を携えて現地に直行し、興亜観音には鉄パイプ爆弾を、殉国七士之碑には消火器爆弾を、そしてその間にあった「大東亜戦殉国戦死一〇八八霊位供養碑」にも鉄パイプ爆弾を取り付け、午後10時に爆発するように設定した。殉国七士之碑の破壊には成功したが、興亜観音に取り付けた爆弾は不発で、供養碑については多少傷つけたに止まった。
事件直後は、都内連続交番爆破事件の方が注目を浴び、彼らの事件はあまり目立たなかった。東アジア反日武装戦線の検挙により、初めて注目を浴びるようになった。